# Шевалье, Гаспар-Ламур
Гаспар-Ламур Шевалье (13 февраля 1768, Иссенжо, Верхняя Луара — 1 января 1838, Париж) — французский юрист и политик.
Имел юридическое образование, при монархии был адвокатом и королевским прокурором в Иссенжо, затем служил президентом суда этого города, вице-президентом суда Сены (1821), советником при Апелляционном суде в Париже (1825). Он был избран депутатом от Верхней Луары 4 октября 1816 года и переизбирался вновь 4 ноября 1820 года, 25 февраля 1824 года, 17 ноября 1827 года и 23 июня 1830 года.